# Suchá (Nejdek)

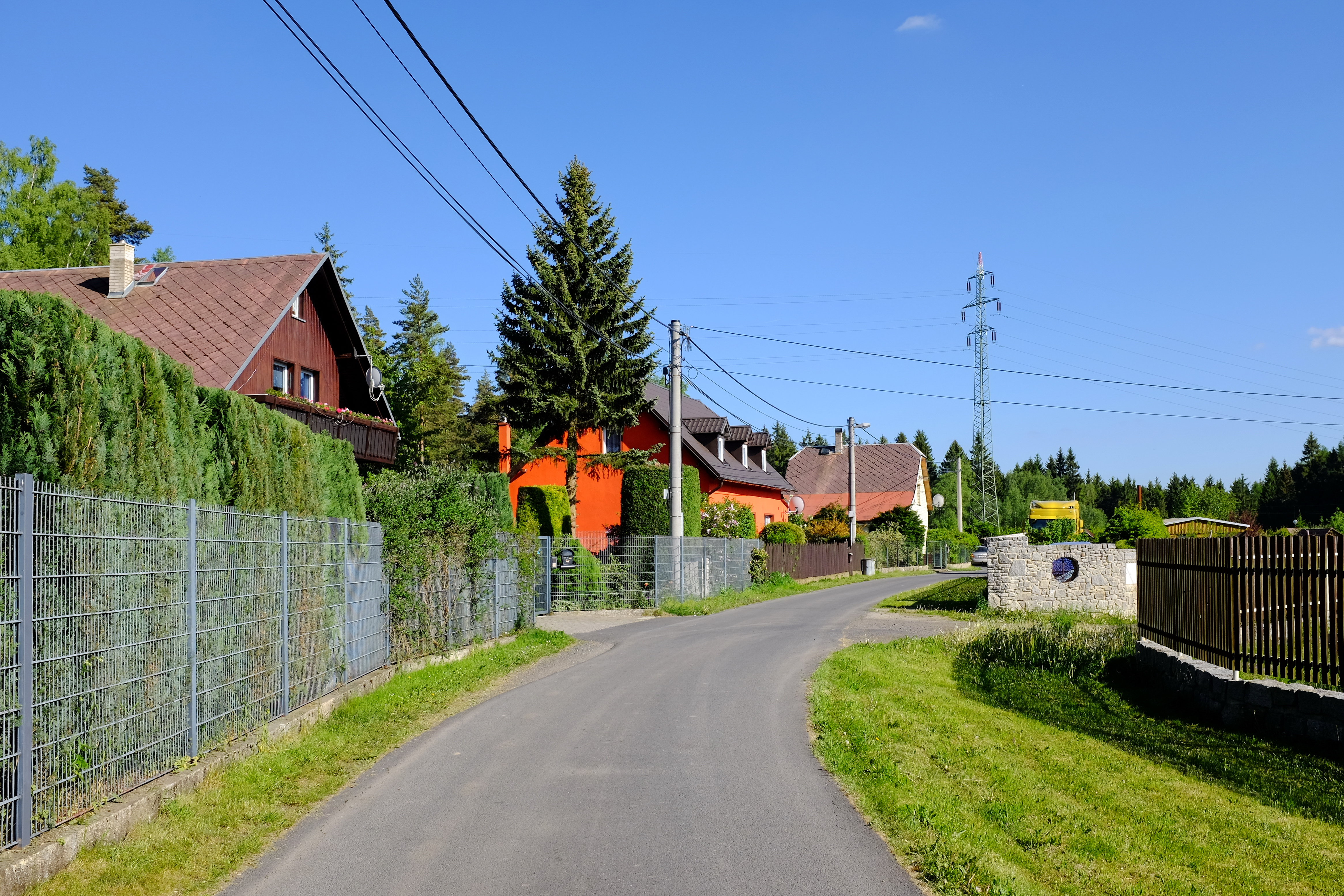
Straße in Suchá

Suchá (deutsch Thierbach, früher umgangssprachlich auch Dürrbach) ist ein Ortsteil der Gemeinde Nejdek (Neudek) im Bezirk Karlsbad in Tschechien.

## Geografie
Der Ortsteil liegt südlich von Nejdek im böhmischen Teil des Erzgebirges. Seine östliche Begrenzung bildet die Rolava. Es gibt zwei Siedlungsgebiete, das zentral gelegene Stará Suchá (Alt-Thierbach) und Nová Suchá (Neu-Thierbach) im Südwesten. Die Gemarkung erstreckt sich bei vergleichsweise geringen Höhenunterschieden überwiegend auf etwa 600 bis 650 m n.m.

### Nachbarorte
Nachbarorte sind Bernov (Bernau) im Nordwesten, Nejdek (Neudek) im Norden, Pozorka (Gibacht) im Osten, Černava (Schwarzenbach) und Rájec (Kösteldorf) im Süden.

## Geschichte

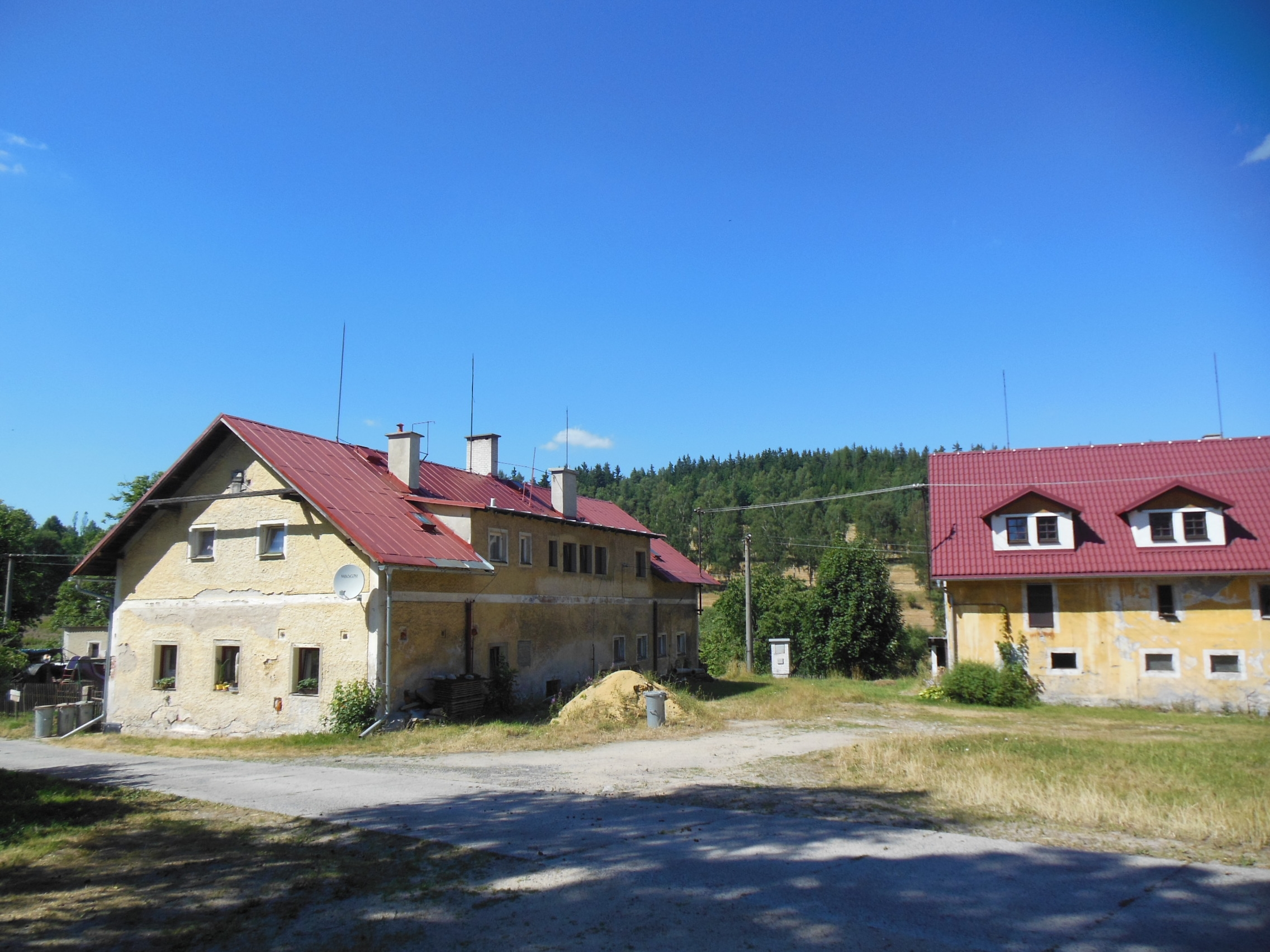
Anwesen Nr. 16 (links) und Nr. 18 (rechts)

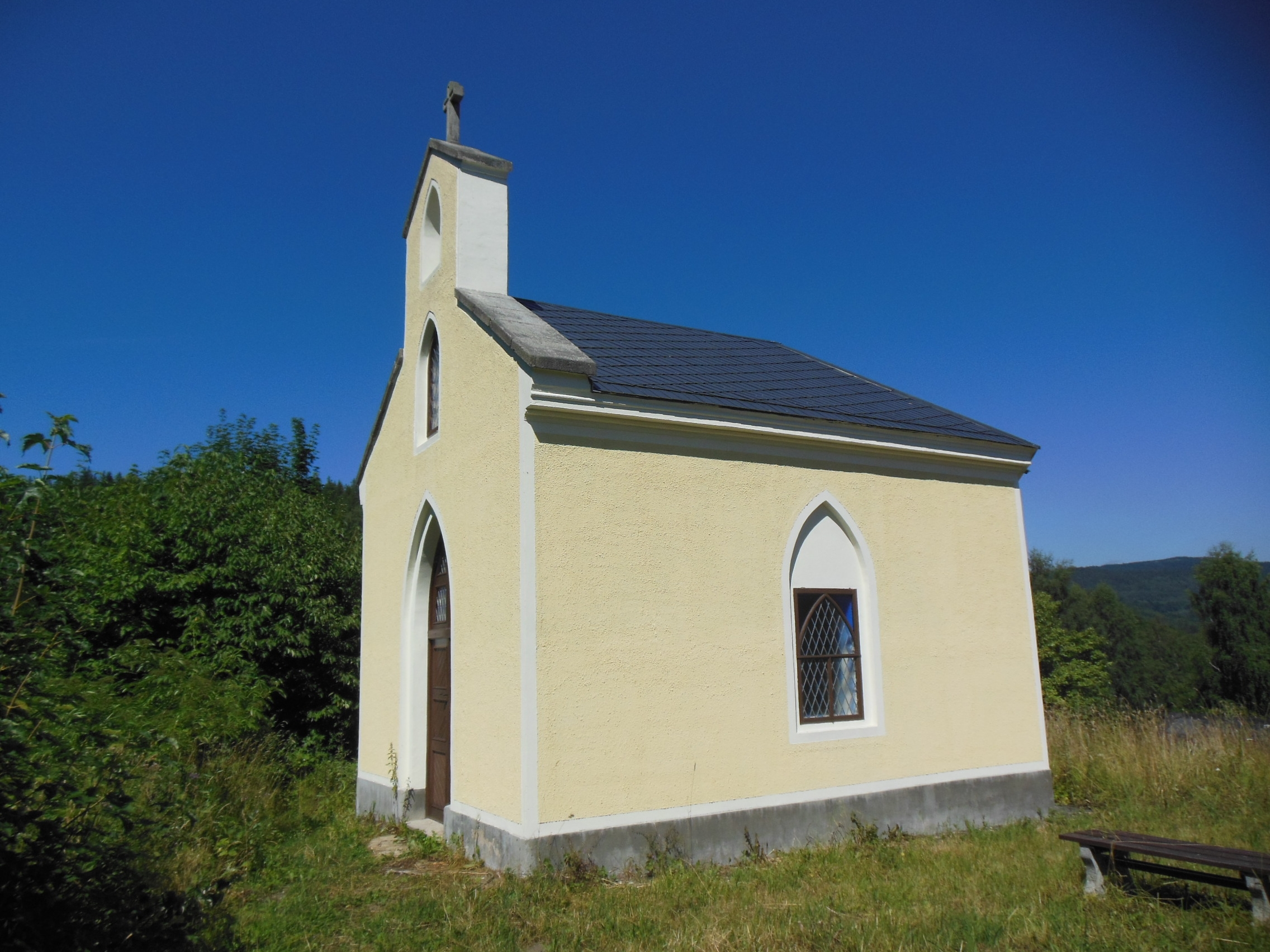
Restaurierte Kapelle in Suchá

Der Ort der zu den ältesten des Umlandes zählt, dürfte schon Ende des 13. Jahrhunderts bestanden haben, als sich oberfränkische Zinnseifer unterhalb einer Wehrburg niederließen, aus der sich der Bergflecken Neudek entwickelte. Thierbach wurde 1341 erstmals urkundlich erwähnt, als König Johann von Böhmen den Herrn von Neudek, Peter Plick, und seine Erben mit „Tyrbach“ und Hermannsgrün belehnte, und die Erlaubnis erteilte, das „Halsgericht“ auszuüben.
Thierbach bestand zunächst nur aus einem einzelnen Hof. 1410 veräußerten die Plicks Neudek an den Egerer Patrizier Hans Forster. 1457 belehnte König Georg von Podiebrad Graf Mathäus Schlick mit der Herrschaft, welche bis Ende des 16. Jahrhunderts bei seinen Erben verblieb. 1602 erhielt Friedrich Colonna von Fels die Güter von seinem Vetter Graf Stephan Schlick für 69.000 Schock. Nach der Schlacht am Weißen Berg wurde die Herrschaft die zuletzt Anna Barbara Colonna von Fels und ihre Söhne in Besitz hatten, von der königlichen Kammer konfisziert. Die Liegenschaft gelangte 1633 zusammen mit einer Vielzahl anderer an den Grafen Hermann Czernin von Chudenitz. 1639 gründete er einen Familien-Fideikommiss. Der Freihof Thierbach gehörte bis Mitte des 17. Jahrhunderts dem ritterlichen Geschlecht der Haßlauer von Haßlau. Einer Anekdote nach bestand zum benachbarten Rittergutsbesitzer Jörg Hutzelmann von Wolfshof auf Tiefenloh und Ödt eine tiefe Feindschaft. Zum Friedensschluss stifteten beide zwischen ihren Gütern eine Kapelle, die später sogenannte Lohwasserkapelle. Nach 1661 war die Familie in Thierbach nicht mehr begütert. Vermutlich fiel der alte Edelsitz an die Herrschaft zurück und wurde in einen Meierhof umgewandelt.
In der Seelenliste des Elbogener Kreises aus dem Jahre 1654 erscheint das Dorf mit zehn Familien, die Männer überwiegend Katholisch und die Frauen und Kinder noch unbekehrt. Das Richteramt bekleidete zu dieser Zeit Adam Schuh. Die Einwohner waren größtenteils Bauern und Häusler. Thierbach war zur Pfarrkirche St. Martin in Neudek gepfarrt, wo auch der Friedhof lag. 1847 zählte das Dorf 72 Häuser mit 247 Einwohnern, eine Gemeindeschule und ein Einkehrhaus. Etwas abseits lag der Meierhof Mitterhof und eine Hammermühle. Zum Dorf gehörte damals auch das später eigenständige Gibacht. Die ursprüngliche Patrimonialgerichtsbarkeit wurde im Kaisertum Österreich nach den Revolutionsjahren 1848/49 aufgehoben. 1854 wurde Thierbach dem Gerichtsbezirk Neudek zugeteilt. Der Gerichtsbezirk Neudek bildete im Zuge der Trennung der politischen von der judikativen Verwaltung ab 1868 gemeinsam mit dem Gerichtsbezirk Graslitz den Bezirk Graslitz. Thierbach war später eine eigenständige Katastralgemeinde, allerdings mit verschiedenen Zuordnungen.
Seit seiner Gründung 1910 gehörte die Gemeinde Thierbach zum politischen Bezirk Neudek. Nach dem Münchner Abkommen wurde Thierbach 1938 dem Deutschen Reich zugeschlagen. Im Zuge der Annexion des Sudetenlandes gehörte Thierbach zwischen 1938 und 1945 zum Landkreis Neudek. Nach dem Ende des Zweiten Weltkrieges kam Thierbach zur Tschechoslowakei zurück und wurde 1948 in Suchá umbenannt. Zu dieser Zeit wurde ein großer Teil der deutschen Bevölkerung vertrieben. 1976 wurde Suchá schließlich Ortsteil von Nejdek.

### Entwicklung der Einwohnerzahl
| Jahr | Einwohnerzahl |
| ---- | ------------- |
| 1869 | 294           |
| 1880 | 411           |
| 1890 | 402           |
| 1900 | 549           |

| Jahr | Einwohnerzahl |
| ---- | ------------- |
| 1910 | 629           |
| 1921 | 529           |
| 1930 | 905           |
| 1950 | 505           |

| Jahr | Einwohnerzahl |
| ---- | ------------- |
| 1961 | 496           |
| 1970 | 414           |
| 1980 | 346           |
| 1991 | 260           |

| Jahr | Einwohnerzahl |
| ---- | ------------- |
| 2001 | 289           |
| 2011 | 312           |

## Verkehr
Der Ort liegt an der Bahnstrecke Karlovy Vary–Johanngeorgenstadt.

## Sehenswürdigkeiten
In Stará Suchná steht eine neogotische Kapelle. Diese wurde 1885/1886 errichtet, zwischen 2006 und 2011 restauriert und beherbergt heute eine Ausstellung zur Geschichte von Thierbach.

## Persönlichkeit
- Georg Haslauer von Haslau († 1661), böhmischer Adeliger, Besitzer des Freihofes Thierbach